# آنیتا آسانت
آنیتا آسانت (انگلیسی: Anita Asante؛ زادهٔ ۲۷ آوریل ۱۹۸۵) یک بازیکن فوتبال اهل بریتانیا است.
از باشگاه‌هایی که در آن بازی کرده‌است می‌توان به باشگاه فوتبال بانوان چلسی، واشنگتن فریدام، شیکاگو رد استارز و اسکای بلو اف‌سی اشاره کرد.